# 일본 제국 해군의 항공함대 목록
다음은 일본 제국 해군에서 운용했던 항공함대이다. 다수의 항공대를 휘하에 둔 항공전대를 두거나 아예 직접 항공대를 지휘통제한다.

## 목록

### 제1항공함대
제1항공함대는 처음 창설당시 세계에서 가장 큰 규모의 항공모함함대로 창설되어, 진주만 공격에 참가하였다. 미드웨 해전에서 주력 항공모함을 잃어서 항공모함부대로서는 해체되고, 약 1년 뒤에 지상항공부대로서 다시 창설되었다.

### 제2항공함대
제2항공함대는 태평양 전쟁 1944년 중순에 일본에서 서쪽인 규슈-오키나와-포르모사 지역의 제공권을 유지하기 위해 포르모사섬에서 창설되었다. 1944년 10월에 필리핀 마닐라섬으로 옮겨가 필리핀 방공망을 형성하였고, 제2차 필리핀 전역에서 특별공격대를 편성하면서까지 미국군을 막다가 모든 전력을 상실한 1945년 1월 8일에 폐지되었다.

### 제3항공함대
제27항공전대 혼슈 동부와 난방 군도를 관할지로 지정하고 마리아나 제도본토 방위 임무를 수행하였다.

### 제5항공함대
규슈, 동중국해, 류큐 열도
서부

### 제10항공함대
해군성 직속 교육항공부대 총괄조직인 연습연합항공총대를 1945년 2월 26일에 전투작전을 할 수 있는 전투부대로 재편성한 항공함대이다.

### 제11항공함대
제11항공함대는 쇼와16년도 제국 해군 작전계획에서 육상항공전력을 총괄 지휘통제할 목적으로 1941년 1월 15일에 창설되어, 1945년 9월 6일까지 운용되었다.

### 제12항공함대
제12항공함대는 북일본지역의 해역을 관할할 북동방면함대의 항공대로서 창설되었다. 나중에 제5함대가 남태평양으로 차출됨에 따라 북동방면함대가 폐지되었지만, 제12항공함대는 홋카이도에 남아 오미나토 경비부 또한 통제하면서 북일본 해역의 초계순찰임무를 계속 수행하였다. 전쟁 막바지에 일어난 소련-일본 전쟁에서 제12항공함대는 가라후토 주둔군을 지원하였다.

### 제13항공함대
제13항공함대는 남서방면함대를 지원하는 항공대 사령부지만 1943년 9월 20일에 뒤늦게 창설되었다. 초기에는 실제로 서류에만 소속부대가 적혀있는 지휘부만 있는 부대였고, 이듬해 1944년 1월 1일에 제23, 28항공전대와 제732해군항공대를 편성하여 본궤도에 올랐다.

### 제14항공함대
제14항공함대는 1944년 3월 4일, 중부태평양방면함대의 항공대로서 같은 날에 창설되었다. 중부태평양방면함대 사령장관 나구모 주이치 중장과 참모장 야노 히데오 소장은 각각 제14항공함대 사령장관, 참모장을 겸임하였다. 제22, 26항공전대와 수상기모함 아키쓰시마를 주력으로 전속받았지만, 사이판 전투에서 미국군을 막지 못하였는데, 나구모 주이치 사령장관은 자결하고 야노 히데오 참모장과 사령부 인원이 모두 작전 중 사망하였다. 그에 따라 기능을 잃은 중부태평양방면함대과 같이 1944년 7월 8일에 폐지되었다.